# As Três Faces de Eva
The Three Faces of Eve (prt: As Três Faces de Eva; bra: As Três Faces de Eva, ou As Três Máscaras de Eva) é um filme estadunidense de 1957, dos gêneros drama e mistério, dirigido por Nunnally Johnson.
Filmado em CinemaScope, a produção foi baseada no livro homônimo dos psiquiatras Corbett H. Thigpen e Hervey M. Cleckley, os quais também ajudaram a escrever o roteiro. A história foi baseada no caso de sua paciente Chris Costner Sizemore, também conhecida como Eve White, uma mulher que eles supunham sofrer de transtorno dissociativo de identidade (então conhecido como distúrbio de personalidades múltiplas). A identidade de Sizemore foi ocultada em entrevistas e neste filme, e só foi revelada ao público  em 1977.
A atriz norte-americana Joanne Woodward ganhou o Oscar de Melhor Atriz por sua atuação no filme, tornando-se assim a primeira atriz da história a ganhar um Oscar por interpretar três personalidades diferentes (Eva White, Eva Black e Jane). As Três Faces de Eva também se tornou o primeiro filme desde 1936 a ganhar o prêmio de Melhor Atriz sem ser indicado em nenhuma outra categoria, sendo a atriz anterior Bette Davis, pelo filme Dangerous (1935).

## Sinopse
Em 1952, Eva White é uma esposa e mãe tímida e discreta, que tem dores de cabeça severas e ofuscantes, e apagões ocasionais. Eventualmente, ela é enviada para ver um psiquiatra, Dr. Luther, e enquanto eles conversam, uma "nova personalidade", a selvagem e festeira Eva Black, emerge. Eva Black sabe tudo sobre Eva White, mas Eva White não tem conhecimento algum de Eva Black. Eva White é enviada para um hospital para observação após Eva Black tentar matar a filha de Eva White, Bonnie. Quando Eva é liberada, seu marido encontra emprego em outro estado, e a deixa em uma pensão, enquanto Bonnie mora com os pais de Eva. Quando o marido de Eva White retorna, ele lhe diz que não acredita que ela tenha múltiplas personalidades, e tenta levá-la de volta para Jacksonville, Flórida com ele, mas ela sente que não está bem o suficiente, e teme que Eva Black tente machucar Bonnie novamente, e se recusa a ir. O estresse da situação faz com que Eva Black emerge e ela confronta o marido de Eva White em seu hotel, onde ele não só percebe que Eva Black é real, mas também ela o convence a levá-la para Jacksonville. Eva Black sai para dançar com outro homem, e, ao retornar ao hotel, Ralph lhe dá um tapa e acaba se divorciando de Eva White.
O Dr. Luther  considera tanto Eva White quanto Eva Black como personalidades incompletas e inadequadas. A maior parte do filme retrata as tentativas de Lutero em entender e lidar com essas duas faces de Eva. Sob hipnose, em uma sessão, uma terceira personalidade se manifesta, a relativamente estável Jane. Ele finalmente faz com que Eva lembre de um evento traumático de sua infância. Sua amada avó havia morrido quando ela tinha seis anos e, segundo uma tradição da família, os parentes deveriam beijar a pessoa morta no velório, para melhor assimilarem a despedida. O trauma, a dor e o terror de Eva levaram-na a "se separar" em duas personalidades distintas.
Depois de descobrir a causa de sua desordem, Jane gradualmente consegue lembrar de tudo que já acontecera com as três personalidades. Quando o Dr. Luther pede para falar com Eva White, eles descobrem que Eva White e Eva Black não existem mais. Todas as três personalidades haviam se fundido novamente em uma única. Ela se casa com um homem chamado Earl, o qual ela conhecera quando era Jane, e se reúne com sua filha Bonnie.

## Elenco
- Joanne Woodward .... Eva White / Eva Black / Jane
  - Gibson .... Eva com 8 anos de idade
- David Wayne .... Ralph White
- Lee J. Cobb .... Dr. Curtis Luther
- Edwin Jerome .... Dr. Francis Day
- Alena Murray .... Secretária
- Nancy Kulp .... Sra. Black
- Douglas Spencer .... Sr. Black
- Terry Ann Ross .... Bonnie White
- Ken Scott .... Earl
- Vince Edwards (não creditado) .... soldado que dá em cima de Eva Black no clube
- Alistair Cooke .... narra o filme

## Livro original
O livro homônimo de Thigpen e Cleckley foi publicado às pressas, e os direitos do filme foram imediatamente vendidos ao diretor Nunnally Johnson, em 1957, aparentemente para capitalizar o interesse público em múltiplas personalidades, após a publicação do romance de 1954 de Shirley Jackson, The Bird's Nest, o qual também fora transformado em filme em 1957, com o nome de Lizzie.

### A verdadeira Eva
Chris Costner Sizemore escreveu longamente sobre suas experiências como a verdadeira "Eva". Em seu livro de 1958, A Face Final de Eva, ela usou o pseudônimo Evelyn Lancaster. Em seu livro de 1977, Eu Sou Eva, ela revelou sua verdadeira identidade. Ela também escreveu uma continuação, Minha Própria Mente (1989).

## Recepção
Os críticos unanimemente elogiaram a performance de Joanne Woodward, mas as opiniões de outros aspectos do filme foram mais variadas. Bosley Crowther, do jornal The New York Times, fez uma crítica mista, escrevendo que Woodward desempenhou seu papel "com flexibilidade superlativa e força emotiva", mas que "no final das contas, é simplesmente um exercício melodramático - uma exibição de baboseiras psiquiátricas, sem qualquer indicação de como ou porquê. O que gera um mistério bastante atraente, embora seja demasiado verboso e longo."
A revista Variety escreveu que o filme era "frequentemente intrigante e provocante" e que Woodward "cumpre seu papel com excelência", mas acreditava que os elementos de comédia dom filme "sem dúvida confundirão muitos espectadores que não saberão ao certo quais emoções devem sentir". O jornal Harrison's Reports chamou o filme de "um drama adulto fascinante" e profeticamente declarou que a atuação de Woodward era "do calibre do Oscar."
John McCarten da revista The New Yorker escreveu que Woodward "se sai bem em um papel que é inevitavelmente cheio de confusão", mas o filme "parece bastante fantasioso quando mostra a heroína passando por suas oscilações mentais em alta velocidade." O periódico Monthly Film Bulletin concordou, escrevendo que Woodward "administra o papel triplo de forma inteligente," mas que o modo como o tratamento psiquiátrico é mostrado "parece fácil por demais, e que, apesar da afirmação introdutória de Alistair Cooke sobre a autenticidade do mesmo, a pessoa está sempre consciente de que está vendo o tratamento em forma de cápsula."
O filme tem uma pontuação de 93% no site de agregação de críticas Rotten Tomatoes, baseado em 15 críticas profissionais.

## Prêmios e honras
Woodward - na época relativamente desconhecida em Hollywood - ganhou o Oscar de Melhor Atriz, e mais tarde viria a interpretar a Dra. Cornelia Wilbur no filme Sybil (1976). Foi uma inversão de papéis para Woodward, que interpretou a psiquiatra que diagnosticou Sybil Dorsett (interpretada por Sally Field, que posteriormente ganharia um Emmy por sua interpretação) com transtorno de personalidades múltiplas e, posteriormente, conduziu seu tratamento.